# The Boss of Lucky Ranch

The Boss of Lucky Ranch est un film muet américain réalisé par Allan Dwan et sorti en 1911.

## Fiche technique
- Réalisation : Allan Dwan
- Durée : 10 minutes
- Date de sortie : États-Unis : 27 avril 1911

## Distribution
- J. Warren Kerrigan : Jack
- Pauline Bush
- Jack Richardson
- Louise Lester
- George Periolat